# 半田春平
半田 春平（はんだ しゅんぺい、天保2年（1831年） - 明治6年（1873年）3月22日）は、幕末から明治時代にかけての一揆指導者。

## 経歴・人物
三河設楽郡杉山村（現：愛知県新城市）の名主。明治3年（1870年）年貢の減免を要求した設楽・八名・宝飯の3郡75か村に及ぶ大規模な百姓一揆（蓑着騒動）を指導。一揆は周辺藩兵により鎮圧され、春平は信濃桔梗ヶ原に送られ獄死した。
新城市杉山字野中には春平の屋敷跡がある。